# Godfried Maurits de la Tour d'Auvergne

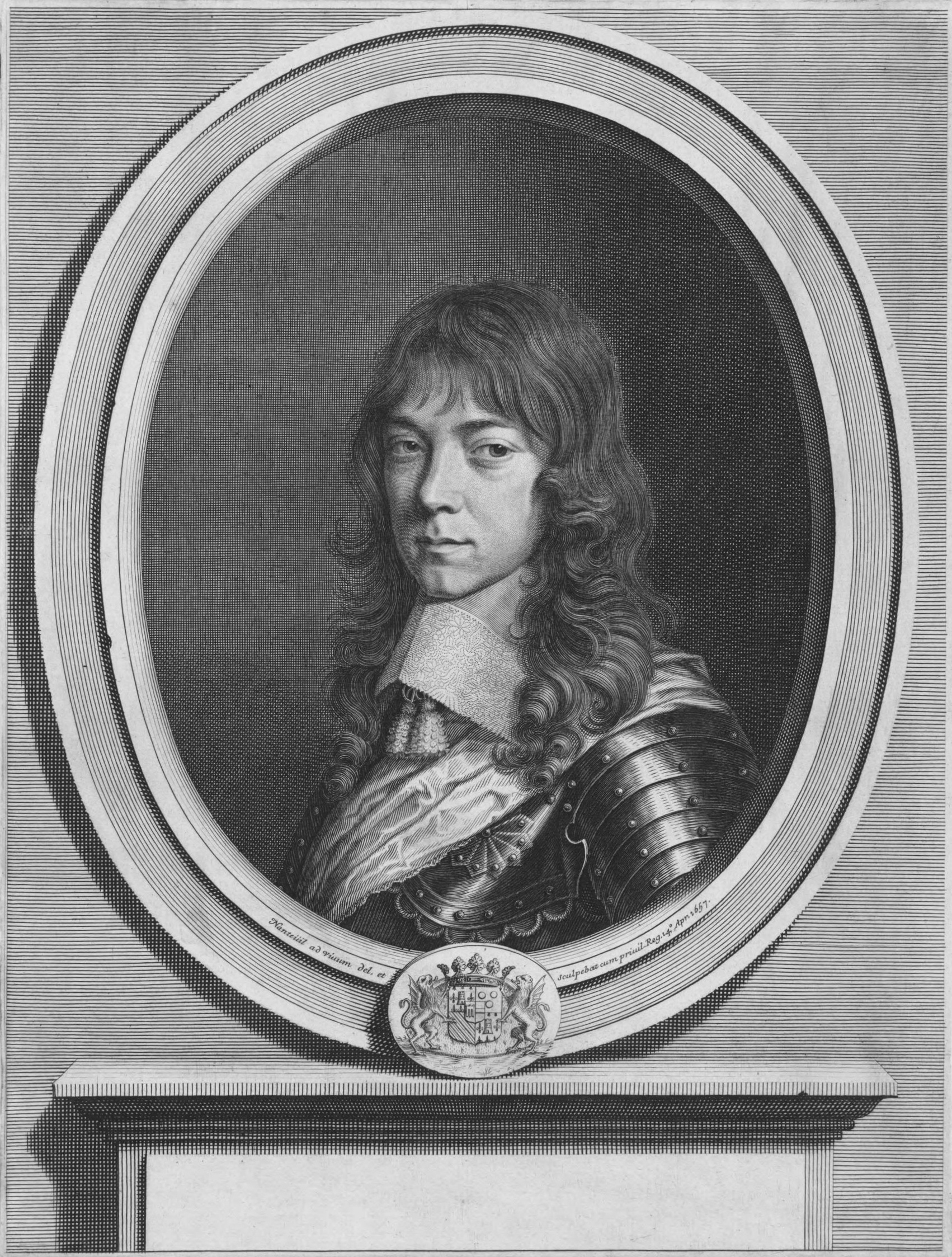
Godfried Maurits de la Tour d'Auvergne, 1657

Godfried Maurits de la Tour d'Auvergne (1641 - 1721) was hertog van Bouillon vanaf 1652 tot zijn dood.
Hij was een zoon van Frederik Maurits de La Tour d'Auvergne en Catherine Fébronie van Wassenaar van Berg. Hij huwde in 1666 met Maria Anne Mancini, een nicht van Jules Mazarin, samen kregen ze zes kinderen;
- Lodewijk Karel de La Tour d'Auvergne (1665-1692)
- Emmanuel Theodosius de la Tour d'Auvergne
- Frederik Jules (1672-1733),
- Lodewijk Hendrik de La Tour d'Auvergne, (1679-1753),
- Louise Julie de la Tour d'Auvergne (1679-1750),
- Maria Elizabeth bijg, Melle van Bouillon (1666-1725).